# Sergey Stechkin
Sergey Borisovich Stechkin (em russo:  Серге́й Бори́сович Сте́чкин; Moscou, 6 de setembro de 1920 – 22 de novembro de 1995) foi um matemático soviético, que trabalhou com funções (especialmente teoria da aproximação) e teoria dos números.

## Formação e carreira
Filho de Boris Stechkin, projetista soviético de motores turbojato. Seu tio-avô, Nikolai Jukovski, é reconhecido como o pai fundador da moderna aerodinâmica e hidrodinâmica. 
Stechkin estudou na Universidade Estatal de Moscou, onde foi aluno de doutorado de Dmitrii Menshov e Sergei Natanovich Bernstein, com a tese On the Order of Best Approximations of Continuous Functions.